# فرانتس فیبوک
فرانتس فیبوک (به انگلیسی: Franz Viehböck) فضانورد اهل کشور اتریش است که در ۲۴ اوت ۱۹۶۰ میلادی در وین زاده شد. وی در مأموریت سایوز تی‌ام-۱۳، سایوز تی‌ام-۱۲ حضور داشته است.